# Aubagnan
Aubagnan ist eine französische Gemeinde mit 274 Einwohnern (Stand 1. Januar 2022) im Département Landes in der Region Nouvelle-Aquitaine (vor 2016: Aquitanien). Sie gehört zum Arrondissement Mont-de-Marsan und zum Kanton Chalosse Tursan.
Der Name in der gascognischen Sprache lautet Aubanhan. Die Einwohner werden Aubagnanais und Aubagnanaises genannt.

## Geographie
Aubagnan liegt circa 25 Kilometer südlich von Mont-de-Marsan in der Landschaft Chalosse und im Weinbaugebiet Tursan in der historischen Provinz Gascogne am südlichen Rand des Départements.
Umgeben wird Aubagnan von den Nachbargemeinden:
|               | Coudures                                    |               |
| Serres-Gaston | Kompassrose, die auf Nachbargemeinden zeigt | Vielle-Tursan |
|               | Samadet                                     | Bats          |

Aubagnan liegt im Einzugsgebiet des Flusses Adour.
Einer seiner Nebenflüsse, der Gabas, markiert die südliche und westlichen Grenze zu den Nachbargemeinden Samadet und Serres-Gaston. Der Ruisseau de l’Estéla, ein Nebenfluss des Bas, entspringt auf dem Gebiet der Gemeinde.

## Geschichte
Der Landstrich auf dem rechten Ufer des Gabas ist in einer frühen Zeit bereits besiedelt worden. Der Vorgeschichtler Pierre Dubalen stellte iberische Inschriften auf einem Fragment eines silbernen Kelches und auf dem Banner eines Kettenhemds dar. Mehrere Hügelgräber wurden entdeckt, wovon eines 20 Meter im Durchmesser misst und Urnen, Waffen, und Schmuck enthielt. Die erste Erwähnung der Siedlung erfolgte im Jahre 1070 unter dem Toponym Albaïac. 1794 lautete der Name der Gemeinde Aubaignan, ab 1801 Aubagnan. 1457 ließ Esteban de Serres, Grundherr von Aubagnan, ein Schloss errichten, um das sich das Dorf entwickelte. Mehrere Grundherrenfamilien folgten, von denen einige ihre Spuren in der französischen Geschichte hinterließen, wie z. B. Pierre de Castelnau, ein Kammerherr des französischen Königs Ludwig XI.

### Einwohnerentwicklung
Nach Beginn der Aufzeichnungen stieg die Einwohnerzahl bis zur Mitte des 19. Jahrhunderts auf ein Niveau von rund 320 bei einem Höchststand von 345 Einwohnern. Dieses konnte bis zu Beginn des 20. Jahrhunderts gehalten werden. In der Folgezeit sank die Größe der Gemeinde bei kurzen Erholungsphasen bis zu den 1960er Jahren auf rund 165 Einwohner, bevor eine Wachstumsphase einsetzte, die heute noch andauert.
| Jahr      | 1962 | 1968 | 1975 | 1982 | 1990 | 1999 | 2006 | 2010 | 2022 |
| --------- | ---- | ---- | ---- | ---- | ---- | ---- | ---- | ---- | ---- |
| Einwohner | 167  | 188  | 206  | 205  | 226  | 233  | 226  | 242  | 274  |

## Sehenswürdigkeiten

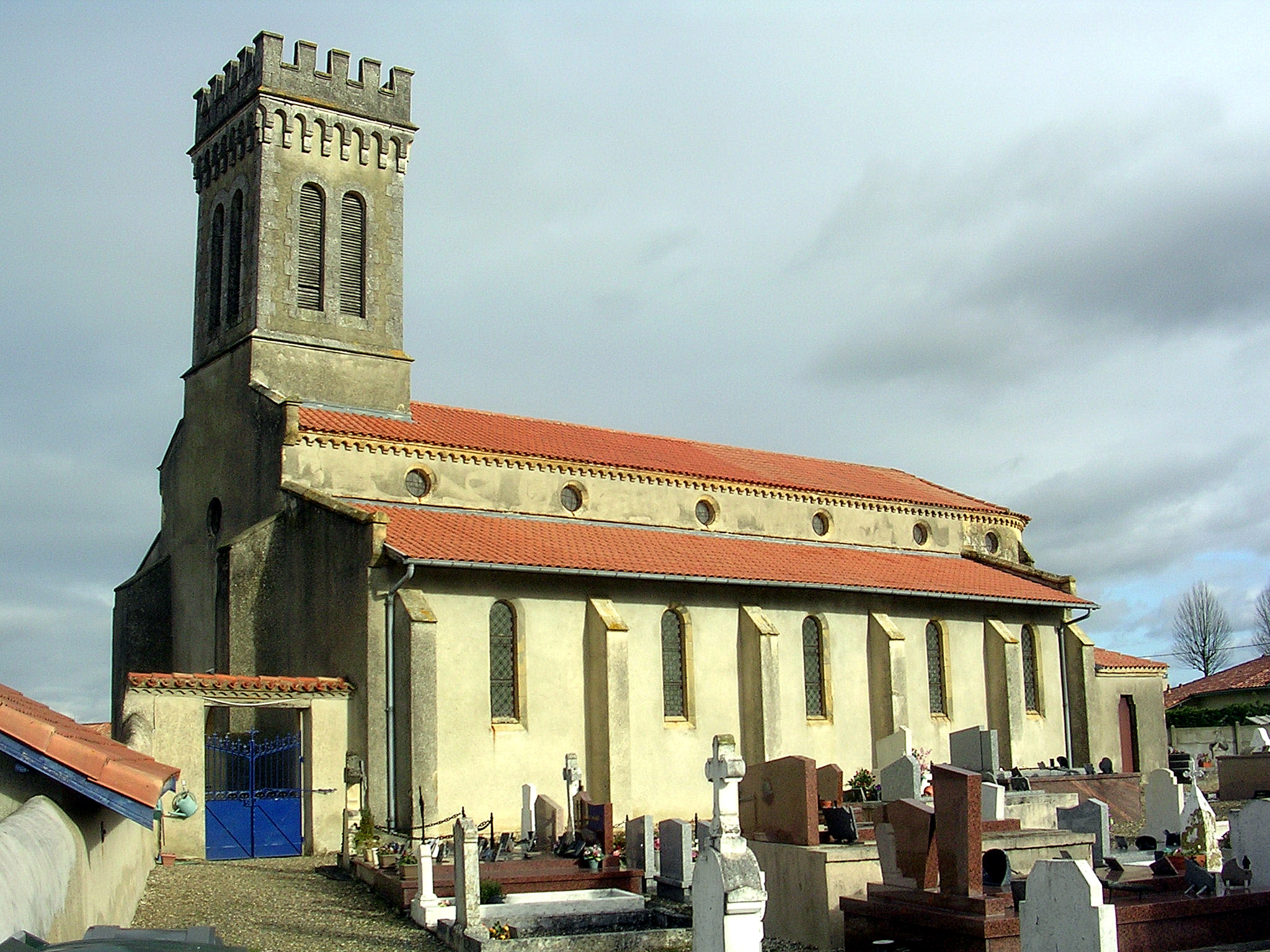
Pfarrkirche Notre-Dame

- Pfarrkirche Notre-Dame. Der massive, viereckige und mit Zinnen besetzte Glockenturm stammt vermutlich aus dem 15. Jahrhundert. Er ähnelt den Türmen der Kirchen in Banos und Saint-Lon-les-Mines. Er besitzt Verzahnungen an den Ecken, Zwillingsarkaden an allen Seiten und ist mit einer Terrasse gedeckt. Die Pechnasen haben eine rein dekorative Funktion. Die Pfarrkirche von Aubagnan wurde 1891 restauriert und 1894 fast vollständig im neuromanischen Stil neu gebaut. Dekorative Strebewerke sind rund um das Bauwerk angeordnet. Das Langhaus bietet Platz für drei Kirchenschiffe mit fünf Jochen, die durch große Rundbogenarkaden getrennt sind. Im oberen Teil lassen Okuli Licht in das Langhaus fallen, das von einer halbrunden Apsis aus Werksteinen aus Molasse verlängert wird, die Elemente einer Errichtung vor dem Neubau zeigt und von zwei Sakristeien flankiert wird. Das gesamte Innere ist mit einem falschen Kreuzrippengewölbe gedeckt, das im Hauptschiff auf Konsolen auf viereckigen Pfeilern, im Chor auf schmalen Säulen und in den Seitenschiffen auf Konsolen an der Wand ruht. 23 Glasfenster sind Werke des Glasmalers Gustave Pierre Dagrant aus Bordeaux aus dem Jahre 1892. Im hinteren Teil des Kircheninneren befinden sich neben der Grabstätte von Claverie d’Augereau, eines Grundherrn von Aubagnan, drei Altäre, die nach dem Neubau in der Kirche aufgestellt wurden. Der erste Altar in Form eines Sarkophags ist aus weißem Marmor gefertigt ebenso wie sein Tabernakel. Er datiert aus dem Jahr 1855 und zeigt ein schmuckloses Dekor im neoklassischen Stil im Gegensatz zu einem weiteren Altar aus weißem Marmor, der Verzierungen in Form von goldfarbenen pflanzlichen und geometrischen Ornamenten zeigt. Ein dritter Altar, der dem heiligen Josef gewidmet ist, stammt aus der ersten Hälfte des 19. Jahrhunderts. Er ist aus polychromen Marmor entstanden mit einem Tabernakel aus vergoldetem Holz. Dahinter verschönert eine polychrome Statue des Josef das Retabel aus weißem Marmor. Viele weitere Ausstattungsgegenstände stammen aus dem 17. bis 20. Jahrhundert und sind als nationale Kulturgüter registriert.[7][8][9][10][11]

- Schloss Aubagnan. Es wurde auf einer strategisch günstigen Lage auf einem Höhenzug über dem Tal des Gabas errichtet. Heute sind allerdings wenige Spuren der militärisch angelegten Architektur des 15. Jahrhunderts übrig geblieben. Gleichwohl konnte das Anwesen ursprüngliche Elemente bewahren. Das ausgedehnte Gebäude gelangte am Ende des 18. Jahrhunderts in die Hände der Familie Pardaillan. 1863 erstand es Albert Boucau, Bürgermeister von Lévignacq. Das Schloss ist heute in Privatbesitz und für die Öffentlichkeit nicht zugänglich.[12]

- Arena von Aubagnan. Sie ist 1970 gebaut und 2001 renoviert worden und besitzt eine feste Tribüne. In dieser Arena wird der Course Landaise ausgetragen, ein traditionelles, unblutiges Spiel mit wilden Rindern.[13]

## Wirtschaft und Infrastruktur
Die Wirtschaft der Gemeinde basiert in erster Linie auf die Viehzucht, auf den Anbau von Getreide und dem Weinbau.
Aubagnan liegt in der Zone AOC des Weinbaugebiets Tursan.

### Bildung
Die Gemeinde verfügt über eine öffentliche Grundschule mit 37 Schülerinnen und Schülern im Schuljahr 2017/2018.

### Verkehr
Aubagnan ist erreichbar über die Routes départementales 40, 65 und 944, der ehemaligen Route nationale 644.